# Dario Zahora
Dario Zahora (né le 21 mars 1982 à Vukovar en Yougoslavie, aujourd'hui en Croatie) est un footballeur croate, qui évolue au poste d'attaquant.
Il a fini au rang de meilleur buteur du championnat de Slovénie lors de la saison 2007-08.

## Palmarès
Dinamo Zagreb
- Champion de Croatie en 2003 et 2006.
- Vainqueur de la Coupe de Croatie en 2001, 2002 et 2004.
- Vainqueur de la Supercoupe de Croatie en 2002 et 2003.

 NK Domžale
- Champion de Slovénie en 2008.
- Vainqueur de la Supercoupe de Slovénie en 2007.

 Interblock Ljubljana
- Vainqueur de la Supercoupe de Slovénie en 2008.

 Rosenborg BK
- Champion de Norvège en 2009.